# B books
b_books wurde 1996 in Berlin-Kreuzberg gegründet als Buchladen, Verlag, politisches Zentrum und Veranstaltungsort. Seit 2000 ist b_books (bbooksz av) als Filmproduktion aktiv.

## Geschichte
b_books entstand aus verschiedenen Berliner Kunstprojekten, die seit Beginn der 1990er Jahre an Themen wie (Gegen)Öffentlichkeit und einer Repolitisierung von Kultur arbeiteten. Dabei entstand ein Netz aus selbstorganisierten Räumen, Bars, temporären Institutionen (Botschaft e.V., minimal club, BüroBert, anarchitektur, Klasse 2, Shedhalle Zürich), Publikationen (CopyShop1, A.N.Y.P.), Ausstellungen, Kongressen, Wohlfahrtsausschüssen (Touren gegen Neo-Nazis mit Bands wie Blumfeld) sowie Aktionen wie vor allem die Innenstadtaktionen (Berlin, München, Zürich, Frankfurt), das bereits von einem breiten Bündnis verschiedener Politgruppen mitgetragen wurde. Das Buch „Der lange Weg nach Mitte“ von Diedrich Diederichsen hat einiges davon dokumentiert.

## Buchladen
Der Buchladen b_books ist spezialisiert auf Politische Theorie, queer theory, Filmtheorie, independent films, Philosophie. Der Buchladen fungiert auch als Treffpunkt, der auch in Büchertische und Veranstaltungen übergeht, vor allem in der Berliner Volksbühne, wie beispielsweise zum 60. Geburtstag von Rainer Werner Fassbinder. 2007 bestritt b_books (zusammen mit "Pro qm") den Buchladen der documenta 12, stellte im Hamburger Kunstverein aus (3 Läden) und bespielte als Laden und Veranstalter die Lothringerstrasse 13 (München).

## Verlag
Der Verlag hat viele der Aktivitäten im Umfeld der Politisierung der Kunstszene als Bücher aufgenommen wie die Ausstellung im Berliner Neue Gesellschaft für bildende Kunst "Baustop.Randstadt,-" oder die Reihe zu Urbanismus und Globalisierung „metrozone“ (Herausgegeben von Jochen Becker und Stefan Lanz). b_books publiziert Bücher um die Themen Postfordismus und politische Theorie (Etienne Balibar), verbunden mit Kulturkritik, so wie Antonio Negri, Harun Farocki, Jacques Derrida, Jean-Luc Godard. Ein Schwerpunkt liegt auf Texten und Projekten, die den Queer Studies nahestehen, wie vor allem das „Kontrasexuelle Manifest“ von Beatriz Preciado. Jacques Rancières "Die Aufteilung des Sinnlichen" ist der Klassiker des Verlages (und wird 2014 um Rancières "Die Filmfabel" erweitert), Maurizio Lazzaratos "Die Fabrik des verschuldeten Menschen" das politisch aktuelle, eine direkte Reaktion auf die Finanz- und Schuldenkrise. Trotz der theoretischen Ausrichtung stehen die Bücher einer politischen Praxis nahe, sind aber auch offen für andere Aneignungen, wie beispielsweise einer Überarbeitung wie sie René Pollesch in drei Theaterstücken vornahm, die auf b_books-Publikationen zurückgingen.

## Politisch-kulturelle Plattform
Die „montagsPRAXIS“ fungiert als Plattform für das breite Umfeld von b_books, womit sich ein besonders in Berlin ausgebreitetes aktivistisches Kulturverständnis manifestiert, in dem sich Praxis und Theorie, Postmarxismus und Kunst bedingen. Auch personell ist das Kollektiv b_books eng verbunden mit den Angriffen auf die herrschenden Kunstpraktiken und hat damit zur Politisierung der Kunst beigetragen. Zuletzt war das der Fall in den Angriffen auf die Flick-Collection im Hamburger Bahnhof in Berlin. Organisiert von b_books und „Texte zur Kunst“ hat eine breite Liste von Unterstützern mit Anzeigen in FAZ und Süddeutsche Zeitung Flick und die Collection angegriffen. Die Initiative „Die Flick-Collection wird geschlossen!“ positionierte sich gegen die von Gerhard Schröder offiziell präsentierte Dauerinstallation im Berliner „Hamburger Bahnhof“, die als Versuch gesehen wurde, die Geschichte des Faschismus zu „normalisieren“ und den Zusammenhang von Flick-Reichtum und Zwangsarbeit während des Faschismus durch zeitgenössische Kunst zu kaschieren.

## Filme
Wie auch insgesamt in der Kunstpraxis, wurden auch im Umfeld von b_books filmische Produktionen immer wichtiger, woraus sich die Notwendigkeit einer eigenen Filmproduktionsfirma (bbooksz av) ergab. Seit 1998 wurden bereits mehrere Filme und Videos realisiert, wie die kollektive Soap „Le Ping Pong d'Amour“ (1996–2007), „Bei mir zu dir“ (Judith Hopf/Stephan Geene, 1998) und den Kinofilm After Effect (Stephan Geene, 2007, mit Sabine Timoteo in der Hauptrolle, erschienen auch bei der Filmgalerie451). Der Film reflektiert die existentiellen und ökonomischen Probleme eines nicht nur ökonomisch, sondern auch kulturell entgrenzten Kunstmarktes. Weitere Filme sind "Sunny Land" (Marietta Kesting, Aljoscha Weskott, Internationales Forum des Jungen Films Berlinale 2010) und "Umsonst" (Stephan Geene, Internationales Forum des Jungen Films, Forum expanded, Berlinale 2014, Kinostart Juli 2014).

## Bibliographie
- BüroBert (Hrsg.): Copyshop. Kunstpraxis & politische Öffentlichkeit. ID-Archiv, Berlin 1993, ISBN 3-89408-032-X.
- Susanne Schultz, BüroBert.minimal club (Hrsg.): Geld.Beat.Synthetik. Copyshop 2. ID-Archiv, Berlin 1996, ISBN 3-89408-055-8.
- Diedrich Diederichsen: Der lange Weg nach Mitte. Kiepenheuer und Witsch, Köln 1999, ISBN 3-462-02816-2.
- Holger Kube Ventura: Politische Kunst-Begriffe. In den 1990er Jahren im deutschsprachigen Raum. Selene, Wien 2001, ISBN 3-85266-173-0.
- Hubertus Butin (Hrsg.): DuMonts Begriffslexikon zur zeitgenössischen Kunst. DuMont, Köln 2006, ISBN 3-8321-7692-6.